# Unia Leszno
Unia Leszno är ett speedwaylag som kommer från Leszno i Polen, Klubben har vunnit polska ligan 13 gånger, senast 2010.

## Förare 2012
- Jaroslaw Hampel 2,527

- Troy Batchelor 1,573

- Jurcia Pavlic 1,556

- Przemyslaw Pawlicki 1,424

- Damian Ballinski 1,336

- Piotr Pawlicki 1,310

- Tobiasz Musielak 0,973